# Silnice III/03512

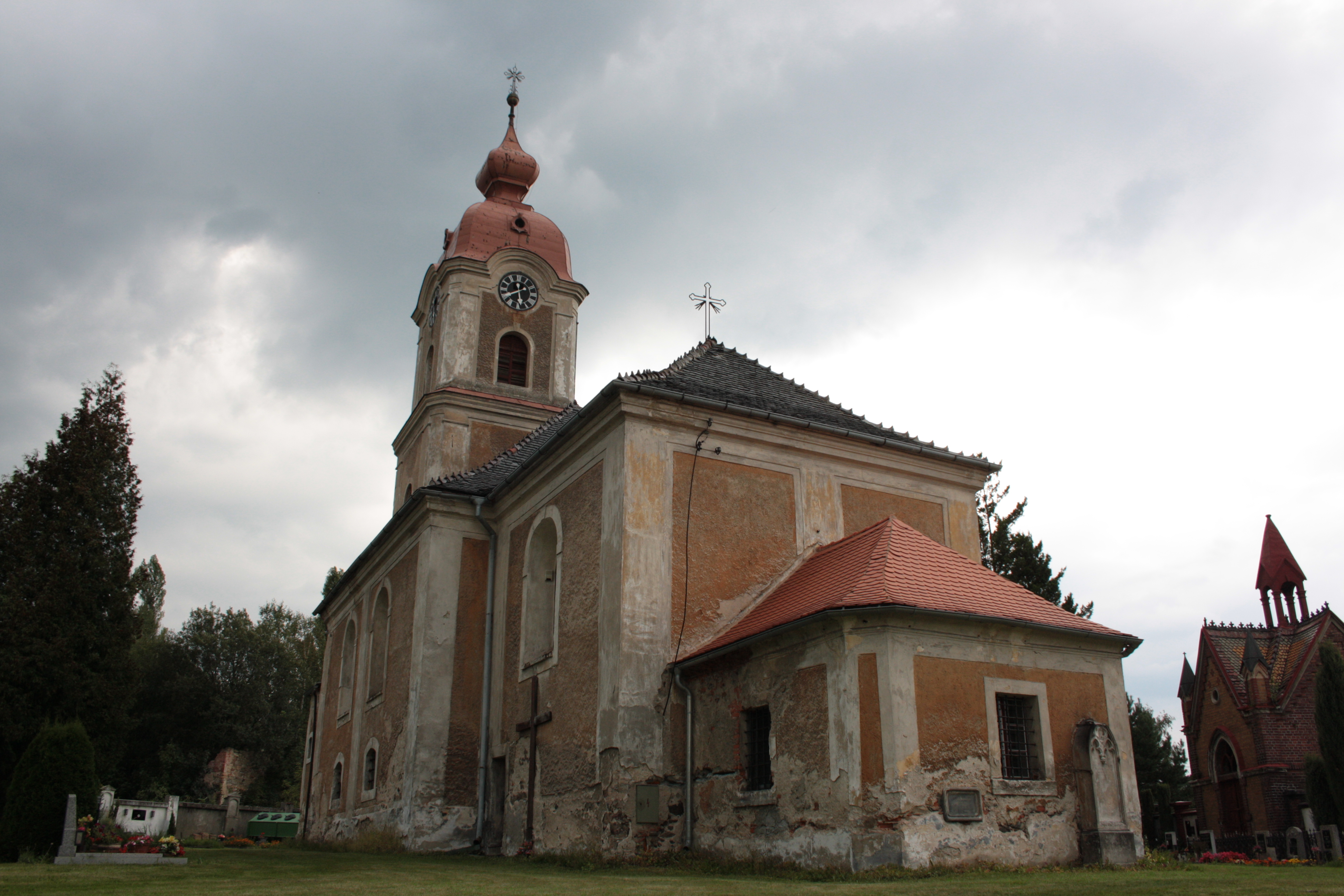
Kostel Všech svatých v Kunraticích

Silnice III/03512 je komunikace ve Frýdlantském výběžku na severu České republiky. Začíná na křižovatce se silnicí III/03511 (východně od obce Kunratice) a pokračuje odtud severozápadním směrem až do vlastní obce Kunratice, kde končí na křižovatce s komunikací III/0353. Trasa silnice vede loukami a poli. V celé své délce je lemována vzrostlými listnatými stromy, až krátce před jejím koncem se po jižní straně začíná objevovat zástavba obce Kunratice.